# Paul Hausser
Paul Hausser   (Brandenburg an der Havel, 7 d'octubre de 1880 - Ludwigsburg, 21 de desembre de 1972) Paul "Papa" Hausser, va ser un militar alemany, arribant al rang de Tinent General al Reichswehr d'entreguerres. Després de retirar-se de l'exèrcit esdevingué el pare (d'aquí el malnom de "Papa") de les Waffen SS i un dels seus líders més eminents. Va lluitar als fronts Oriental i Occidental, sent greument ferit en dues ocasions (perdent un ull en la primera). Després de la guerra va ser membre del HIAG, que treballava per rehabilitar la reputació i l'estatus legal de les Waffen-SS.

## Biografia
Hausser va néixer a Brandenburg an der Havel, en el si d'una família de militars prussians (el seu pare, Kurt Hausser, era major a l'Exèrcit Imperial Alemany). Ingressà a l'Exèrcit el 1892, estant-se fins al 1896 a l'escola de cadets de Köslin, i fins al 1899, en què es graduà, a l'Acadèmia de Berlin-Lichterfelde. Al 20 de març de 1899 va rebre el despatx d'oficial i va ser destinat com a tinent al Regiment d'Infanteria 155, destinat a Posen; l'1 d'octubre de 1903 esdevingué ajudant del 2n batalló del regiment, servint així fins a l'1 d'octubre de 1908. Donats els seus dots militars, assistí a l'Acadèmia de la Guerra a Berlín entre octubre de 1908 i fins a la seva graduació el 21 de juliol de 1911. Hausser es va casar amb Elisabeth Gerard el 1912; la parella va tenir una filla que va néixer el desembre de 1913.  Van romandre casats fins a la seva mort el 1972. Des de 1912 serví en diversos càrrecs de l'Estat Major General, on serví durant la Primera Guerra Mundial, i després, al Reichswehr.
Durant la Primera Guerra Mundial va servir a l'Estat Major alemany i en funcions d'estat major al Front Oriental, principalment servint a la 109a Divisió d'Infanteria entre 1916 i 1918. Va ser ascendit a major el 1918 i va ser retingut a la Reichswehr de la postguerra, arribant al rang d'Oberst (coronel) el 1927.

### Dècada de 1930
Hausser es va retirar de la Reichswehr el 1932 amb el rang de Generalleutnant, havent ocupat diversos càrrecs, incloent-hi cap d'estat major del Wehrkreis II (Districte Militar 2) a Stettin, comandant del 10è Regiment d'Infanteria i comandant adjunt de la 4a Divisió d'Infanteria. Hausser es va unir a l'organització de veterans de la Primera Guerra Mundial de dretes Der Stahlhelm, convertint-se en el cap de la seva secció de Brandenburg - Berlín el 1933. Poc després, l' Stahlhelm es va incorporar a la Sturmabteilung (SA) i, amb la desaparició de les SA, a les SS. Com a retirat, Hausser s'afilià a l'organització de veterans de tendència dretana Stahlhelm, esdevenint el cap del grup de Brandenburg-Berlín el 1933. Poc després, el Stahlhelm va quedar incorporat a les SA, i després a les SS. El novembre de 1934 va ser destinat al SS-Verfügungstruppe i assignat al SS-Führerschule Braunschweig. El 1935 esdevingué inspector del SS-Junkerschule i va ser promogut a Brigadeführer el 1936.

### Carrera de les SS i Segona Guerra Mundial
El novembre de 1934, Hausser va ser transferit a les SS-Verfügungstruppe (Tropes Disposacionals de les SS; SS-VT) i assignat a les SS-Junkerschule Bad Tölz. Va esdevenir inspector de les SS-VT el 1936. En aquest càrrec, Hausser estava a càrrec de l'entrenament militar i ideològic de les tropes, però no tenia autoritat de comandament. La decisió sobre el desplegament de les tropes va romandre en mans de Heinrich Himmler. Això s'alineava amb les intencions de Hitler de mantenir aquestes tropes exclusivament a la seva disposició, "ni [com a part] de l'exèrcit, ni de la policia", segons l'ordre de Hitler del 17 d'agost de 1938.
Hausser va servir durant la invasió de Polònia de 1939 com a observador amb la Divisió Panzer mixta Wehrmacht /SS Kempf. A l'octubre de 1939, l'SS-VT es va formar com una divisió d'infanteria motoritzada coneguda com la Divisió SS- Verfügungs amb Hausser al comandament. Va dirigir la divisió, més tard rebatejada com a 2a Divisió SS Das Reich, durant la campanya francesa de 1940 i en les primeres etapes de l'Operació Barbarroja. Pel seu servei a la Unió Soviètica, Hausser va ser guardonat amb la Creu de Cavaller de la Creu de Ferro el 1941 i les Fulles de Roure el 1943 (va rebre les Espases pel seu servei a Normandia). Va resultar greument ferit i va perdre un ull. 
Després de recuperar-se, comandà el recentment format Cos Panzer SS (al juny de 1943 rebé el nom de II SS-Panzerkorps i, desobeint ordres directes de Hitler retirà les seves tropes de Khàrkiv, només per reconquerir la ciutat al març de 1943. Comandà les divisions SS 1a, 2a i 3a durant la batalla de Kursk. Després de Kursk, el seu Cos va ser reformat, substituint les divisions que el formaven per les divisions SS 9a i 10a i sent enviat a França, on participà en les primeres etapes de la Campanya de Normandia.
Després de la mort del comandant del VII Armee (Friedrich Dollman), Hausser va ser promogut al comandament de l'exèrcit. Durant l'encerclament de Falaise, Hausser restà amb les seves tropes fins que resultà ferit. L'agost de 1944 va ser promogut a SS-Oberstgruppenführer (equivalent a Coronel General de les Waffen-SS), comandant el Grup d'Exèrcits G del 28 de gener al 3 d'abril de 1945. Acabà la guerra a l'Estat Major del Generalfeldmarschall Albert Kesselring, rendint-se a les tropes americanes a Zell am See (Àustria) el 9 de maig de 1945. Durant els Judicis de Nuremberg va defensar vigorosament el paper estrictament militar de les Waffen-SS, negant que estiguessin involucrades en les atrocitats i els crims de guerra. Va estar internat a un cap de presoners fins a l'estiu de 1948. Un cop alliberat, passa a ser dirigent de l'associació de veterans de les Waffen-SS. Va morir el 21 de desembre de 1972 a Ludwigsburg / Württemberg, amb 92 anys.

## Activitats de postguerra

### Treballar per a la Divisió Històrica de l'Exèrcit dels EUA
Després de la guerra, Hausser va participar en la tasca de la Divisió Històrica de l'Exèrcit dels Estats Units, on sota la direcció de Franz Halder, els generals alemanys van escriure estudis operatius de la Segona Guerra Mundial per a l'exèrcit dels Estats Units, primer com a presoners de guerra i després com a empleats. A finals de la dècada de 1940, Hausser va escriure un estudi operatiu sobre la resposta del Setè Exèrcit a la fuga aliada de Normandia. L'estudi, juntament amb contribucions de Rudolf Christoph von Gersdorff, Heinrich Freiherr von Lüttwitz, Wilhelm Fahrmbacher i Heinrich Eberbach, es va publicar el 2004 amb el títol Fighting the Breakout: The German Army in Normandy from COBRA to the Falaise Gap.

## Dates de promoció
- FähnrichCadet: 1892
- Leutnant: 20 de març de 1899
- Oberleutnant: 19 d'agost de 1909
- Hauptmann: 1 de març de 1914
- Major: 22 de març de 1918
- Oberstleutnant: 1 d'abril de 1923
- Oberst: 1 de novembre de 1927
- Generalmajor: 1 de febrer de 1931
- Charakter als Generalleutnant: 31 de gener de 1932
- SA-Standartenführer: 1 de març de 1934
- SS-Standartenführer: 15 de novembre de 1934
- SS-Oberführer: 1 de juliol de 1935
- : 22 de maig de 1936
- SS-Gruppenführer: 1 de juny de 1939 und Generalleutnant der Waffen-SS: 19 de novembre de 1939
- SS-Obergruppenführer und General der Waffen-SS: 1 d'octubre de 1941
- SS-Oberstgruppenführer und Generaloberst der Waffen-SS: 1 d'agost de 1944

## Condecoracions
Creu de Cavaller de la Creu de Ferro amb Fulles de Roure i Espases:
 Creu de Cavaller de la Creu de Ferro: 8 d'agost de 1941 com SS-Gruppenführer und Generalleutnant der Waffen-SS i Kommandeur of SS-Division "Reich", Front Rus
 (261): 28 de juliol de 1943 com SS-Obergruppenführer und General der Waffen-SS, Kommandierender-General SS-Panzer-Korps, Front Rus
 Espases (90): 26 d'agost de 1944 com SS-Oberst-Gruppenführer und Generaloberst der Waffen-SS, Oberbefehlshaber 7.Armee, França
 Creu de Cavaller amb Espases del Reial Orde Prussià de Hohenzollern
 Creu de Ferro de 1a Classe– 1914 (22-3-1915)
 Creu de Ferro de 2a Classe– 1914 (15-9-1914)
  Creu de Frederic d'Anhal
 Barra de 1939 Creu de Ferro de 1a Classe – 1914 (17 de maig de 1940)
 Barra de 1939 Creu de Ferro de 2a Classe – 1914 (9-1939)
 Orde del Mèrit Militar de 4a classe amb espases (Baviera)
- Creu de Cavaller de 1a classe de l'Orde d'Albert de Sächsen amb espases

 Creu Austro-Hongaresa de 3a Classe del Mèrit Militar amb insígnia de guerra
 Creu de Cavaller de 1a classe de Frederic de Württemberg amb espases
 Insígnia de Ferit 1939 en plata (per les ferides rebudes el 14 d'octubre de 1941, amb pèrdua de l'ull esquerre)
- Insígnia d'Aviador

 Creu d'Honor dels Combatents de 1914-18 amb espases
 Insígnia d'Or del NSDAP (30 de gener de 1943)
- Anell de la Calavera de les SS
- Espasa d'Honor del Reichsführer-SS